# Episodi di Rosario + Vampire
L'anime Rosario + Vampire è stato prodotto in due stagioni, ciascuna composta da 13 episodi. La prima stagione è andata in onda in Giappone da gennaio a marzo 2008. La seconda stagione, dal titolo Rosario + Vampire Capu2 è stata trasmessa dal 2 ottobre 2008 al 24 dicembre 2008, e prosegue la storia da dove si era interrotta.

## Episodi

### Prima stagione
| Nº | Titolo italiano Giapponese 「Kanji」 - Rōmaji                                                | In onda          | In onda |
| Nº | Titolo italiano Giapponese 「Kanji」 - Rōmaji                                                | Giapponese       |         |
| 1  | La nuova vita e il vampiro 「新生活とバンパイア」 - Shinseikatsu to Banpaia                  | 3 gennaio 2008   |         |
| 2  | La succubus e il vampiro 「夢魔とバンパイア」 - Muma to Banpaia                              | 10 gennaio 2008  |         |
| 3  | La maghetta e il vampiro 「魔女っ子とバンパイア」 - Majokko to Banpaia                       | 17 gennaio 2008  |         |
| 4  | L'addio e il vampiro 「さよならとバンパイア」 - Sayonara to Banpaia                          | 24 gennaio 2008  |         |
| 5  | Costumi da bagno e il vampiro 「スクール水着とバンパイア」 - Sukūru Mizugi to Banpaia        | 31 gennaio 2008  |         |
| 6  | Il club di giornalismo e il vampiro 「新聞部とバンパイア」 - Shinbunbu to Banpaia            | 7 febbraio 2008  |         |
| 7  | La donna delle nevi e il vampiro 「雪女とバンパイア」 - Yuki-onna to Banpaia                 | 14 febbraio 2008 |         |
| 8  | La matematica e il vampiro 「数学とバンパイア」 - Sūgaku to Banpaia                          | 21 febbraio 2008 |         |
| 9  | Vacanze estive e il vampiro 「夏休みとバンパイア」 - Natsuyasumi to Banpaia                  | 28 febbraio 2008 |         |
| 10 | I girasoli e il vampiro 「ひまわりとバンパイア」 - Himawari to Banpaia                       | 6 marzo 2008     |         |
| 11 | Il nuovo trimestre e il vampiro 「新学期とバンパイア」 - Shingakki to Banpaia                | 13 marzo 2008    |         |
| 12 | Il comitato della sicurezza e il vampiro 「公安委員会とバンパイア」 - Kōan'iinkai to Banpaia | 20 marzo 2008    |         |
| 13 | Tsukune e il vampiro 「月音とバンパイア」 - Tsukune to Banpaia                               | 27 marzo 2008    |         |

### Seconda stagione
| Nº | Titolo italiano Giapponese 「Kanji」 - Rōmaji                                                 | In onda          | In onda |
| Nº | Titolo italiano Giapponese 「Kanji」 - Rōmaji                                                 | Giapponese       |         |
| 1  | La riunione e il vampiro 「再会とバンパイア」 - Saikai to Banpaia                             | 2 ottobre 2008   |         |
| 2  | La sorella e il vampiro 「妹とバンパイア」 - Imōto to Banpaia                                 | 9 ottobre 2008   |         |
| 3  | Madre, figlia e il vampiro 「母と子とバンパイア」 - Haha to Ko to Banpaia                     | 16 ottobre 2008  |         |
| 4  | Le misure e il vampiro 「身体測定とバンパイア」 - Shintaisokutei to Banpaia                   | 23 ottobre 2008  |         |
| 5  | Il curry e il vampiro 「カレーとバンパイア」 - Karē to Banpaia                                | 30 ottobre 2008  |         |
| 6  | La gita scolastica e il vampiro 「修学旅行とバンパイア」 - Ensoku to Banpaia                  | 6 novembre 2008  |         |
| 7  | Il bagno e il vampiro 「バスルームとバンパイア」 - Basurūmu to Banpaia                        | 13 novembre 2008 |         |
| 8  | Gioventù e il vampiro 「青春とバンパイア」 - Seishun to Banpaia                               | 20 novembre 2008 |         |
| 9  | Lo sci e il vampiro 「スキーとバンパイア」 - Sukī to Banpaia                                  | 27 novembre 2008 |         |
| 10 | Il bel ragazzo e il vampiro 「美少年とバンパイア」 - Bishōnen to Banpaia                      | 4 dicembre 2008  |         |
| 11 | Lo specchio di Lilith e il vampiro 「出井真知雄」 - Ririsu no Kagami to Banpaia               | 11 dicembre 2008 |         |
| 12 | Il sigillo e il vampiro 「封印とバンパイア」 - Fūin to Banpaia                                | 18 dicembre 2008 |         |
| 13 | La croce, la famiglia e il vampiro 「十字架と家族とバンパイア」 - Jūjika to Kazoku to Banpaia | 25 dicembre 2008 |         |